# Evangeli

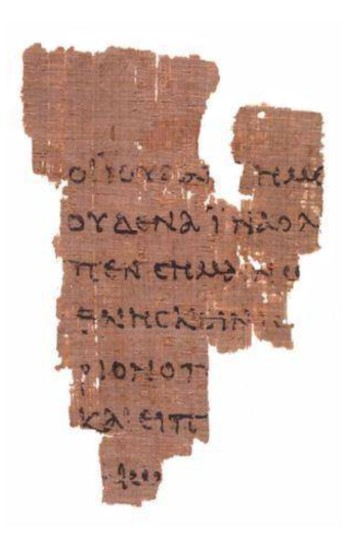
'Papir 52', el manuscrit més antic conegut del Nou Testament

Els evangelis constitueixen, per al cristianisme, el nucli primigeni i fonamental d'aquesta fe. Es tracta d'escrits que recullen la tradició oral dels inicis del cristianisme i que narren la vida i el missatge de Jesús de Natzaret, anomenat pels cristians Jesucrist. Durant els primers segles del cristianisme se'n varen escriure diverses versions, i es coneix una quarantena d'evangelis, però només quatre foren retinguts com a canònics: els evangelis dits de Mateu, de Marc, de Lluc i de Joan; a la resta se'ls anomena apòcrifs. Actualment el terme s'empra sovint per a remarcar el que és essencial en el missatge cristià en relació amb el que hi ha estat afegit amb el pas del temps.

## Origen del nom
«Evangeli» deriva del grec ευαγγέλιον, evangelion (eu, 'bon', angelion, 'missatge'). Originàriament designava la recompensa oferta al missatger portador de bones noves. En plural, indicava les ofrenes presentades als déus en agraïment per una bona notícia rebuda. Per extensió passà a designar la notícia anunciada, quasi sempre una victòria militar. Hi ha testimonis que també fou anomenat «evangeli» el naixement d'un emperador romà o el seu accés al tron. En l'antiga versió grega de la tanakh, coneguda com Els Setanta, el terme apareix sis vegades, sempre parlant d'un missatge joiós o de la recompensa percebuda per haver-lo transmès. Mai, però, no té un sentit religiós.
El cristianisme utilitza també el terme «evangeli» per a expressar que una realitat és comunicada i que provoca alegria en qui la rep. Per als cristians, aquest evangeli és la bona notícia de la salvació de Déu, anunciada i realitzada per Jesús de Natzaret, el Senyor, el Messies, el Fill de Déu. «Evangeli» equival, doncs, al conjunt del missatge cristià.
En el pensament dels autors del Nou Testament, el terme conté un significat triple. Designa, en primer lloc, l'anunci de Jesús sobre el Regne de Déu. Després passa a designar tota la vida de Jesús i el seu missatge: la persona de Jesús és la bona nova que cal anunciar. Més endavant, entrat el segle ii, el terme «evangeli» indica els textos que resulten d'organitzar el material de la tradició sobre allò que Jesús va dir i va fer. L'objectiu dels quatre evangelis és, doncs, oferir als lectors una presentació dels esdeveniments principals que configuren la vida i l'obra de Jesús, i moure'ls així a viure d'acord amb el seu missatge.

## Història
Des dels orígens de l'Església, els deixebles de Jesús conserven l'ensenyament del mestre. Llavors apareixen, seguint les pautes literàries de l'època, diferents tradicions orals que es desenvolupen segons les necessitats de cada comunitat. Més tard, aquestes tradicions es posen per escrit, perquè així ho demana el creixement de les esglésies i la seva tasca d'instrucció dels convertits: sorgeixen col·leccions de paràboles, de miracles i de paraules i episodis de la vida de Jesús, com també la narració de la passió, que serveixen de base a la predicació i a la catequesi.
En la presentació del missatge cristià, la vida i l'activitat de Jesús són un punt de referència constant. És llavors quan neixen els evangelis. Els seus autors treballen a partir del material rebut de la tradició, amb la qual es mostren molt respectuosos; això és una prova de la importància que devia tenir entre les comunitats aquella paraula viva, sorgida de Jesús mateix, capaç d'alimentar l'existència dels nous cristians i de satisfer les seves exigències. Però els autors dels evangelis no es conformen a recollir el material literari i organitzar-lo en un text ben estructurat, sinó que, afegint-hi informacions pròpies, elaboren obres que tenen una altura teològica i una configuració literària particular de cada un.
S'arriba així als textos coneguts habitualment amb el nom d'evangelis: quatre narracions que, seguint el fil conductor de la vida de Jesús, exposen el conjunt de la fe cristiana. Això explica molts dels problemes que es plantegen al lector. Els evangelis, que testimonien la fe de les primeres comunitats cristianes, foren escrits per uns autors que hi deixaren l'empremta de la seva personalitat i de les seves preocupacions. I així han de ser llegits. Els quatre evangelis pouen en la tradició oral i en col·leccions escrites anteriors (p. ex., l'anomenada font Q); això explica el fet que en el text evangèlic es trobin petites unitats narratives o conjunts més elaborats, independents els uns dels altres, que sols la mà de l'últim redactor ha situat en el context més ample en què es troben actualment.
Cal arribar a Jesús a través de la tradició d'allò que ell va dir i va fer; i la tradició, per definició, interpreta els esdeveniments que relata. Ara bé, en aquests esdeveniments hi ha el ressò cert i clar de la persona històrica de Jesús de Natzaret. Cada pàgina de l'evangeli dona testimoni del personatge de Jesús, que va néixer i viure a Palestina als inicis de la nostra era i va morir clavat a la creu a Jerusalem, aquell que la comunitat confessa com a Messies i Senyor. Per tant, si bé no és possible de conèixer totes i cada una de les paraules i accions concretes de Jesús, els quatre evangelis aporten dades suficients per a dibuixar els elements fonamentals del seu missatge; d'altra banda, els evangelis condueixen a la fe en Jesucrist ressuscitat, viscuda i proclamada per la comunitat cristiana.

## Evangelis canònics

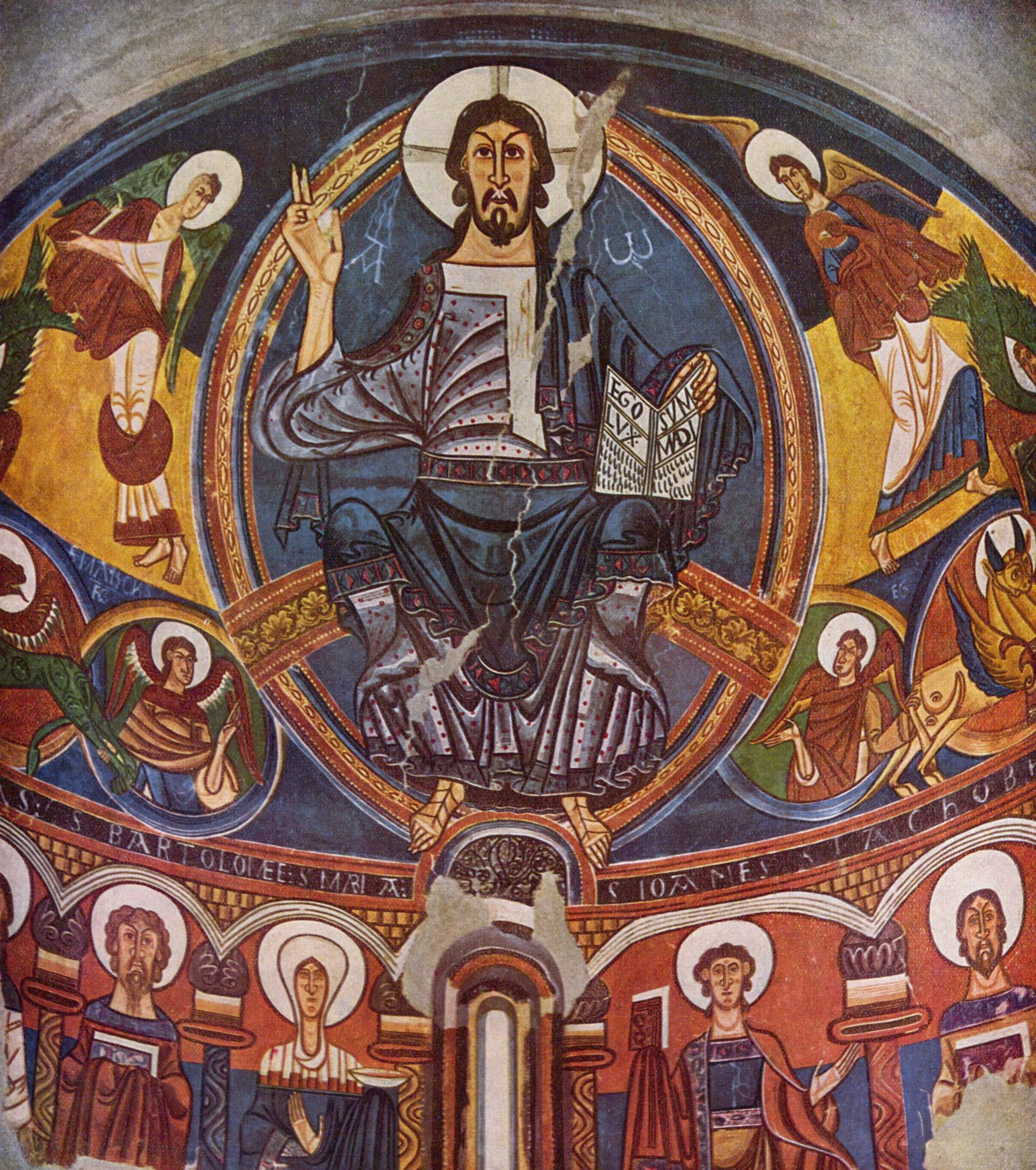
Pantocràtor de Sant Climent de Taüll, amb Jesús envoltat pels quatre evangelistes

De la cinquanteni d'evangelis, en el sentit literari, que van ser escrits els primers segles de la nostra era, quatre van ser acceptats per les autoritats eclesiàstiques com a part del cànon del Nou Testament. El altres són catalogats com a evangelis apocrifs i la seva lectura com a heretgia. La insistència de conservar només quatre llibres canònics va ser un tema central d'Ireneu de Lió c. 185. En la seva defensa dels quatre evangelis canònics, va declarar que «no és possible que n'hi hagi més ni menys de quatre», i va presentar una analogia del llibre d'Ezequiel, de les quatre criatures amb quatre cares: d'un home, d'un lleó, d'un toro, i d'una àguila. Aquest és l'origen dels símbols convencionals, principalment en el catolicisme, dels evangelistes, és a dir, els escriptors dels evangelis canònics:
- Evangeli segons Mateu
- Evangeli segons Marc
- Evangeli segons Lluc
- Evangeli segons Joan

### Origen dels evangelis canònics i el problema sinòptic
Encara que tots els evangelis són seqüencials, Mateu i Lluc comencen la narració des del naixement de Jesús; Marc i Joan ho fan amb el començament del seu Ministeri. Però, a Mateu, Marc i Lluc es troben passatges molt similars de la vida de Jesús, i sovint utilitzen paraules idèntiques. Joan, per altra banda, està escrit amb un estil diferent, i fa relacions amb la majoria dels incidents de manera diferent, amb més missatges teològics i filosòfics. Joan és qui presenta Jesús com Déu encarnat.
El paral·lelisme dels tres primers evangelis ha estat estudiat i investigat per nombrosos filòlegs i teòlegs. L'alemany J.J. Griesbach (1776) va ordenar els relats dels tres primers evangelis en una taula de tres columnes anomenada "sinopsi". Com a resultat del seu estudi, aquests evangelis han estat coneguts com a "evangelis sinòptics", i la qüestió de la seva similitud és coneguda com el "Problema Sinòptic". Hi ha diverses teories que expliquen la similitud d'aquests tres evangelis:
- Els primers cristians van creure que els evangelis van ser escrits en l'ordre que tenen en la Bíblia: Mateu, Marc i després Lluc.
- Després de la Il·lustració, els filòlegs van proposar que el de Marc va ser el primer evangeli, i que Mateu i Lluc el van utilitzar com a referència, i també un altre evangeli que s'ha perdut en la història, que els filòlegs han anomenat l'evangeli "Q" (de l'alemany Quelle, que significa "font"). Ja que utilitzen les mateixes fonts, els primers tres evangelis són força similars.
- Una altra teoria és la "Hipòtesi de Farrer". Aquesta teoria proposa que el primer evangeli va ser el de Marc, el qual va ser usat com a referència per Lluc i Mateu, però que no va existir l'evangeli "Q".
- Finalment, altres suggereixen que els evangelis sinòptics van ser escrits per un sol autor, per a diferents destinataris, i que per això són molt similars.

### Dates
Les estimacions de les dates dels evangelis varien significativament, ja que n'hi ha poca evidència. La majoria dels filòlegs accepta les següents dates:
- Mateu, c. 70 - 100.
- Marc, c. 68 - 73.
- Lluc, c. 80 - 100.
- Joan, c. 90 - 110.

### Llengües
El consens general és que els quatre evangelis canònics van ser escrits originalment en grec, la lingua franca, de l'Orient de l'Imperi Romà. No obstant això, n'hi ha qui proposa que Mateu va ser escrit originalment en arameu, i que va ser conegut com l'Evangeli als hebreus, però fins ara no s'ha trobat cap text original en aquesta llengua.

### Narracions comunes
Els quatre evangelis canònics presenten una gran harmonia o passatges similars. Els més importants són els següents (se cita el tema i després les cites on trobar-lo):
- Genealogia de Jesús = Mt, 1:17 i Lc, 3:23
- Naixement de Jesús = Mt, 1:25 i Lc, 2:1
- Gestes de Joan Baptista = Mt, 3:1 i Jn, 1:19
- Baptisme de Jesús = Mt, 3: 13; Mc, 1:9 i Lc, 3:21
- Temptació de Crist = Mt, 4:1; Mc, 1:12 i Lc, 4:1
- Exorcisme de Cafarnaüm = Mc, 1:21 i Lc, 4:31
- Primers deixebles de Jesús = Mt, 4:18; Mc, 1:16 i Jn, 1:35
- Benaurances = Mt, 5:3 i Lc, 6:20
- Parenostre = Mt, 6:9 i Lc, 11:2
- Paràbola de les dues cases = Mt, 7:24 i Lc, 6:46
- Miracle de la curació del leprós = Mt, 8:1; Mc, 1:40 i Lc, 5:12
- Guariment de la sogra de Pere = Mt, 8:14; Mc, 1:29 i Lc, 4:38
- Domini d'una tempesta = Mt, 8:23; Mc, 4:35 i Lc, 8:22
- Crida de Mateu apòstol = Mt, 9:9; Mc, 2:13 i Lc 5:27
- Selecció dels 12 = Mt, 10:2; Mc, 3:13 i Lc, 6:12
- Paràbola del gra de mostassa = Mt, 13:31; Mc, 4:13 i Lc, 13:18
- Decapitació de Joan Baptista = Mt, 14:6 i Mc, 6:21
- Multiplicació dels pans i els peixos = Mt, 14:13; Mc, 6:31; Lc, 9:10 i Jn,6:5
- Caminar sobre les aigües = Mt, 14:13; Mc, 6:45 i Jn, 6:16
- Transfiguració de Jesús = M7, 17:1; Mc, 9:2 i Lc, 9:28
- Paràbola de l'ovella perduda = Mt, 18:10 i Lc, 15:4
- Predicció de la mort de Jesús = Mt, 20:17; Mc, 10:32 i Lc, 18:31
- Diumenge de Rams = Mt, 21:1; Mc, 11:1, Lc 19:29 i Jn, 12:12
- Paràbola dels talents = Mt, 25:14 i Lc, 19:12
- Unció de Jesús = Mt, 26:1; Mc, 14:3 i Jn, 12:2
- Les monedes de Judes = Mt, 26:14; Mc, 14:10 i Lc, 22:1
- Sant Sopar = Mt, 26:26; Mc, 14:18; Lc, 22:17 i Jn, 13:1
- El bes de Judes = Mt, 26:47; Mc, 14:43; Lc, 22:47 i Jn, 18:2
- Judici de Jesús = Mt, 26:57; Mc, 14:53; Lc, 22:63 i Jn, 18:12
- Crucifixió = Mt, 27:27; Mc, 15:1; Lc, 23:25 i Jn, 19:1
- Tomba buida = Mt, 28:2; Mc, 16:2; Lc, 24,2 i Jn, 20:1
- A la carretera d'Emaús = Mc, 16:12 i Lc, 24:13
- Missió dels apòstols = Mt, 28:16; Mc, 16:16;[2] Lc, 24:44 i Jn, 20:21
- Ascensió de Jesús = Mc, 16:19 i Lc, 24:50

## Evangelis apòcrifs
A més dels quatre evangelis canònics, hi ha altres evangelis que no van ser incorporats al cànon del Nou Testament per l'església catòlica. Alguns d'aquests van ser escrits després dels canònics, i per això van ser acceptats només per petits grups de la comunitat cristiana de l'església primitiva. Part del contingut dels evangelis no canònics va ser declarat heretgia per la majoria de les branques del cristianisme, i alguns d'aquests van ser objecte de persecució per part de l'Església Catòlica.
En la literatura evangèlica apòcrifa tingué un paper important el poble senzill. La seva imaginació oriental per tot el que es presentava com extraordinari, misteriós i llegendari, trobà la manera d'omplir els buits dels evangelis canònics amb detalls de la vida de Jesús.
Els evangelis apòcrifs més antics són l'Evangeli de Tomàs (basat en les dites de Jesús) i l'Evangeli de Pere (una altra narració de la vida de Jesús). Al segle ii van aparèixer els Evangelis de la Infantesa (en grec anomenats protoevangelion), com l'Evangeli de Jaume, que presenta el concepte de la virginitat perpètua de Maria i l'Evangeli de la Infantesa, escrit per Tomàs (que no ha de confondre's amb l'Evangeli de les dites de Jesús). Ambdós contenen històries de miracles fets per Jesús quan era nen.
Altres evangelis apòcrifs són: l'Evangeli de Felip, l'Evangeli de Maria, l'Evangeli dels Egipcis, l'Evangeli dels Hebreus i l'Evangeli de Judes.

### Excepcionalitat mitològica dels evangelis canònics
L'escriptor i apologista cristià italià Vittorio Messori argumenta que els evangelis apòcrifs s'ajusten més a les diverses mitologies religioses d'arreu i només els quatre evangèlis canònics s'aparten del paradigma general.

## Evangelis moderns
Durant l'edat mitjana van sorgir nous evangelis, com l'Evangeli de Barnabé, escrit possiblement per autors musulmans, ja que s'hi anuncia la vinguda de Mahoma. Un evangeli recent és l'Evangeli d'Aquari de Jesús el Crist (1908), obra del predicador americà Levi H. Dowling basada en les 'cròniques de l'Akaixà'.

## Crítiques sobre la veracitat històrica
Històricament es desconeix fins a quin punt els episodis que narren els Evangelis es poden atribuir a un sol personatge o serien, més aviat, fets i anècdotes de la vida de diferents profetes més o menys coetanis que, amb el pas del temps, s'anirien atribuint a un sol profeta, el més rellevant de tots, Jesús.
D'un punt de vista materialista, els fets que es narren són plens d'esdeveniments "fantàstics", que van des d'una concepció virginal (Jesús hauria nascut d'una mare verge) fins a una resurrecció (Jesús ressuscitaria després de mort i el seu cos s'elevaria al cel). Entremig, hi ha tota mena de miracles que les diferents esglésies interpreten com a fets històrics i que pels crítics són metàfores o llegendes de caràcter simbòlic que amb el temps van ser considerades fets reals.
Els evangelis segons Mateu i Lluc inclouen nombroses referències als escrits profètics de l'Antic Testament relacionats amb la vinguda del messies. Segons els teòlegs, Mateu, l'evangeli que conté més referències profètiques de l'Antic Testament, va ser escrit als hebreus i l'autor volia provar que Jesús de Natzaret era el messies que hauria complert les profecies messiàniques, utilitzant copiosament versicles de l'Antic Testament, potser de la traducció de la Septuaginta. Per a altres crítics, però, aquests passatges semblen haver estat escrits per a adequar la figura d'un home al rei-profeta que havia estat anunciat pels profetes: el naixement d'una mare jove, la pretesa ascendència de Jesús a la genealogia del rei David, i fins i tot la mateixa mort de Jesús, podrien ser referències dels textos que els destinataris de l'evangeli de Mateu (les comunitats jueves que esperaven el messies) coneixerien molt bé. Fins i tot, el naixement virginal de Jesús és considerat pels crítics naturalistes i per alguns filòlegs una adequació d'un "error" de traducció jueva de la Septuaginta del passatge d'Isaïes 7:14, ja que van traduir l'hebreu "almah" (que d'acord amb el Diccionari Strong's pot significar "noia jove", "donzella" o "verge"), pel grec "parthenos" (que només significa "verge").